# Simon Preston
Simon John Preston CBE, född 4 augusti 1938 i Bournemouth, Dorset, död 13 maj 2022, var en brittisk organist, dirigent och tonsättare. 
Preston var sångare i King's College i Cambridge och studerade orgelspel för C.H. Trevor innan han återvände till King's College som assisterande organist. Han var biträdande organist i Westminster Abbey 1962–1967 och organist i Christ Church, Oxford från 1970 och återvände 1981 till Westminster som ordinarie organist och körledare. Han lämnade befattningen 1987 för att inleda en internationell karriär som konsertorganist och tonsättare.
Bland Prestons skivinspelningar märks Bachs samtliga orgelverk och Händels samtliga orgelkonserter.